# Adapsilia longifasciata
Adapsilia longifasciata är en tvåvingeart som beskrevs av Kim och Han 2001. Adapsilia longifasciata ingår i släktet Adapsilia och familjen Pyrgotidae. Inga underarter finns listade i Catalogue of Life.